# Mounir Bouziane
Mounir Bouziane (Saint-Louis, 1991. február 5. –) francia-algériai labdarúgó, a német harmadosztályú 1. FSV Mainz 05 II csatára.